# Cuore (Bibbia)
Nella Bibbia, il termine tradotto con cuore [לֵבָב (lebab), καρδία (cardia)] rappresenta in primo luogo il muscolo costituente parte dell'apparato circolatorio come pure, per estensione, tutte quelle esperienze che influiscono sul corpo o ne sono influite. Soprattutto nell'Antico Testamento, sentimenti come paura, amore, coraggio, ira, gioia, affanno. odio ecc. sono attribuite al cuore.
Per questo motivo "cuore" giunge a rappresentare l'essere umano, la persona stessa.

## Cuore ed anima
Secondo la Bibbia, il cuore è il centro non solo dell'attività spirituale, ma di tutte le operazioni della vita umana. "Cuore" ed "anima" sono spesso usati in modo interscambiabile, ma non ne è generalmente il caso.
In questo senso "cuore" non è mai attribuito ad animali, mentre "anima" talvolta lo è.

## Sede della vita morale e spirituale
Il cuore è la "sede della vita" di un essere umano, il suo "centro di controllo". Il "cuore", infatti, determina l'impostazione di fondo della vita morale e spirituale di una persona. Il cuore di una persona può essere saggio e intelligente, puro, integro, onesto e buono.

## La coscienza
Il cuore è pure la sede della coscienza, là dove Dio ha impresso la sua legge morale, la consapevolezza di sé stessi.

## Corrotto dal peccato
La condizione del cuore umano dopo la Caduta è radicalmente corrotto dal peccato e, in quanto tale, "concepisce disegni malvagi".
Il cuore umano è quindi indurito, malvagio, perverso, empio, ingannevole, maligno.
Il cuore umano è detto "incirconciso", cioè non consacrato a Dio e quindi in linea con ciò che è vero, giusto e buono.
Per questo motivo il cuore in questa condizione contamina l'intera vita e carattere di una persona. "Cattivi pensieri" provengono dal cuore e "traboccano".
La durezza del cuore trova espressione quando una persona considera il peccato con leggerezza e sufficienza, riconoscendolo e confessandolo solo in parte; quando è piena di orgoglio e presunzione; ingratitudine, disinteresse per la parola e le ordinanze di Dio; quando soffoca la propria coscienza; quando risente la riprensione ed in genere ignora le cose di Dio.

## Il rinnovamento del cuore
È per questo motivo che il cuore deve essere rinnovato, purificato e rigenerato prima che una persona di buon grado possa ubbidire a Dio.
È quanto avviene quando, attraverso l'annuncio dell'Evangelo di Gesù Cristo, Iddio "apre il cuore" di una persona: "C'era ad ascoltare anche una donna di nome Lidia, commerciante di porpora, della città di Tiàtira, una credente in Dio, e il Signore le aprì il cuore per aderire alle parole di Paolo" (Atti 16:14).
Infatti, quando lo Spirito di Dio vi opera rigenerazione, è il cuore che esprime la propria fede in Cristo: "...con il cuore si crede per ottenere la giustizia e con la bocca si fa confessione per essere salvati" (Romani 10:10). Mediante lo stesso Spirito riconosciamo Dio come nostro Padre: "E, perché siete figli, Dio ha mandato lo Spirito del Figlio suo nei nostri cuori, che grida: «Abbà, Padre»" (Galati 4:6).
Il processo della salvezza inizia dal cuore allorché riceve con fede la testimonianza di Dio e respinge ciò che indurisce e rende ostinato il cuore.
Inizia così l'opera di rigenerazione del cuore umano. Il cuore è "l'uomo interiore" rigenerato dallo Spirito di Dio: "...affinché egli vi dia, secondo le ricchezze della sua gloria, di essere potentemente fortificati, mediante lo Spirito suo, nell'uomo interiore" (Efesini 3:16).
Quando il cuore è rigenerato, esso diventa puro, saldo e fiducioso nel Signore: "O Dio, crea in me un cuore puro e rinnova dentro di me uno spirito ben saldo" (Salmi 51:10); "Egli non temerà cattive notizie; il suo cuore è saldo, fiducioso nel SIGNORE" (Salmi 112:7).
È nel cuore che Iddio pone la caparra della futura piena salvezza: "Egli ci ha pure segnati con il proprio sigillo e ha messo la caparra dello Spirito nei nostri cuori" (2 Corinzi 1:22).
Nell'opera della grazia di Dio in Gesù Cristo, il cuore occupa un ruolo centrale.